# Szwedzka Formuła 3 Sezon 1970
1970 – siódmy sezon Szwedzkiej Formuły 3.

## Kalendarz wyścigów
| Runda | Data        | Tor        | Pole position   | Najszybsze okrążenie              | Zwycięzca (kierowcy) | Zwycięzca (zespoły) |
| ----- | ----------- | ---------- | --------------- | --------------------------------- | -------------------- | ------------------- |
| 1     | 26 kwietnia | Linköping  | Gustaf Dieden   | Torsten Palm                      | Torsten Palm         | Mennen Racing Team  |
| 2     | 3 maja      | Anderstorp | Torsten Palm    | Ingvar Pettersson                 | Torsten Palm         | Mennen Racing Team  |
| 3     | 10 maja     | Karlskoga  | Sten Gunnarsson | Sten Gunnarsson Ingvar Pettersson | Torsten Palm         | Mennen Racing Team  |
| 4     | 24 maja     | Kinnekulle | odwołany        | odwołany                          | odwołany             | odwołany            |
| 4     | 19 lipca    | Falkenberg | Sten Gunnarsson | Ulf Svensson                      | Ulf Svensson         | Falkenbergs MK      |

## Klasyfikacja kierowców
| Legenda oznaczeń w tabelach wyników Wyświetl szablon na nowej stronie | Legenda oznaczeń w tabelach wyników Wyświetl szablon na nowej stronie                                                                     |
| Oznaczenie                                                            | Wyjaśnienie |
| --------------------------------------------------------------------- | --- |
| Złoty                                                                 | Zwycięzca lub mistrzostwo |
| Srebrny                                                               | 2. miejsce lub wicemistrzostwo |
| Brązowy                                                               | 3. miejsce lub II wicemistrzostwo |
| Zielony                                                               | Ukończył, punktował (w klasyfikacji generalnej, gdy zdobył co najmniej jeden punkt na przestrzeni sezonu, poza trzema powyższymi opcjami) |
| Niebieski                                                             | Ukończył, nie punktował (w klasyfikacji generalnej, gdy nie zdobył co najmniej jednego punktu na przestrzeni sezonu)                      |
| Czerwony                                                              | Nie zakwalifikował się (NZ) |
| Czerwony                                                              | Nie prekwalifikował się (NPK) |
| Różowy                                                                | Nie ukończył (NU) |
| Różowy                                                                | Niesklasyfikowany (NS) (w klasyfikacji generalnej, gdy nie został sklasyfikowany w żadnym wyścigu sezonu)                                 |
| Czarny                                                                | Zdyskwalifikowany (DK) |
| Czarny                                                                | Wykluczony (WYK/EX) |
| Biały                                                                 | Nie wystartował (NW) |
| Biały                                                                 | Kontuzjowany (K/INJ) |
| Biały                                                                 | Wyścig odwołany (OD/C) |
| Bez koloru                                                            | Został wycofany (WYC/WD) |
| Bez koloru                                                            | Nie przybył (NP/DNA) |
| Bez koloru                                                            | Nie brał udziału w treningach (NT/DNP) |
| Bez koloru                                                            | Nie został zgłoszony (–) |
| Pogrubienie                                                           | Start z pole position |
| Kursywa                                                               | Najszybsze okrążenie wyścigu |
| †                                                                     | Nie ukończył, ale jego rezultat został zaliczony ze względu na przejechanie więcej niż 90% dystansu wyścigu.                              |
| *                                                                     | Sezon w trakcie |
| 1/2/3                                                                 | Punktowana pozycja w sprincie kwalifikacyjnym                                                                                             |
| Lista systemów punktacji Formuły 1                                    | |

| Poz.                                          | Kierowca             | Zespół                           | MNT | AND | VEL | FAL | Punkty |
| --------------------------------------------- | -------------------- | -------------------------------- | --- | --- | --- | --- | ------ |
| 1                                             | Torsten Palm         | Mennen Racing Team               | 1   | 1   | 1   | NU  | 21     |
| 2                                             | Ingvar Pettersson    | Mennen Racing Team               | 2   | 2   | 3   | 5   | 14     |
| 3                                             | Sten Gunnarsson      | Gullringshus AB                  | 3   | 4   | 4   | 2   | 12     |
| 4                                             | Gustaf Dieden        | Gustaf Dieden Racing             | NU  | 3   | 2   | 4   | 12     |
| 5                                             | Ulf Svensson         | Falkenbergs MK                   | NU  | 5   | -   | 1   | 9      |
| 6                                             | Rolf Gröndahl        | Kalmar MK                        | 5   | 8   | NW  | 3   | 6      |
| 7                                             | Jörgen Jonsson       | Mobilstatonen Jörgens Bilservice | 4   | 15  | 5   | 10  | 5      |
| 8                                             | Conny Andersson      | Älvbygdens MK                    | NU  | 6   | -   | -   | 1      |
| 8                                             | Per-Eric Ericsson    | Nya AB X-Tegel                   | 6   | 7   | -   | -   | 1      |
| 8                                             | Erkki Salminen       | Vätterleden Racing               | 7   | 13  | 10  | 6   | 1      |
| 8                                             | Hans Sjöstedt        | Sjöstedt Racing                  | -   | -   | 6   | 9   | 1      |
| NS                                            | Per Kjellberg        | Göteborgs MF                     | 8   | NW  | 7   | -   | 0      |
| NS                                            | Egert Haglund        | Stockholms BK                    | -   | -   | 11  | 7   | 0      |
| NS                                            | Sten Axelsson        | SARR-BP Lipton's Racing Division | 9   | 12  | -   | -   | 0      |
| NS                                            | Leif Hallgren        | Anderstorp RC                    | -   | 9   | 8   | -   | 0      |
| NS                                            | Bengt Rådmyr         | Rådmyr Racing Organisation       | -   | 10  | NU  | 8   | 0      |
| NS                                            | Lars-Åke Tejby       | Nyköpings MS                     | -   | NU  | 9   | 13  | 0      |
| NS                                            | Per-Olov Zetterström | KAK                              | 10  | NU  | -   | 14  | 0      |
| NS                                            | Christer Arnberg     | Halmstad AK                      | -   | -   | -   | 11  | 0      |
| NS                                            | Stellan Wingårdh     | Anderstorp RC                    | -   | 16  | -   | 12  | 0      |
| NS                                            | Erik Allring         | Kjellbergs Racing                | -   | -   | 12  | 16  | 0      |
| NS                                            | Kjell Sääv           | Caravan i Karlstad               | -   | -   | 13  | -   | 0      |
| NS                                            | Stig Johansson       | Bengtsfors MC                    | -   | -   | -   | 15  | 0      |
| NS                                            | Anders Öberg         | Firma Chark Delikatesser         | -   | 17  | NU  | NU  | 0      |
| NS                                            | John-Erik Johansson  | Växjö MS                         | -   | 18  | -   | NU  | 0      |
| NS                                            | Ove Nicklasson       | Nickes Racing Team               | NU  | 19  | -   | -   | 0      |
| NS                                            | Jean Johansson       | Bengtsfors MC                    | NU  | -   | -   | -   | 0      |
| NS                                            | Rolf Skoghag         | Private Racing                   | NU  | NU  | -   | -   | 0      |
| NS                                            | Freddy Kottulinsky   | SARR-BP Lipton's Racing Division | NU  | -   | -   | -   | 0      |
| NS                                            | Eddie Jacobsson      | Leed Racing                      | NU  | -   | -   | -   | 0      |
| NS                                            | Rolf Tellsten        | Karlskoga MK                     | NU  | NU  | -   | -   | 0      |
| NS                                            | Björn Olofsson       | Stockholms BK                    | -   | NU  | -   | -   | 0      |
| NS                                            | Erling Carlsson      | Guss Motor                       | -   | -   | -   | NU  | 0      |
| NS                                            | Ferdinand Gustafsson | SMK Trollhättan                  | -   | -   | DK  | -   | 0      |
| Kierowcy niedopuszczeni do zdobywania punktów |                      |                                  |     |     |     |     |        |
| NS                                            | Mikko Kozarowitzky   | SARR-BP Lipton's Racing Division | NU  | 11  | -   | -   | 0      |
| NS                                            | Jørgen Ellekær       | Jørgen Ellekær Racing            | -   | 14  | -   | -   | 0      |
| NS                                            | Arne Teig            | KNA                              | -   | -   | -   | NU  | 0      |